# ГЕС-ГАЕС Іствуд
ГЕС-ГАЕС Іствуд — гідроелектростанція у штаті Каліфорнія (Сполучені Штати Америки). Знаходячись між ГЕС Портал (10 МВт, вище по сточищу) та ГЕС Біг-Крік 2А, входить до складу однієї з гілок гідровузла у верхній частині сточища річки Сан-Хоакін, яка починається на західному схилі гір Сьєрра-Невада та впадає до затоки Сан-Франциско.

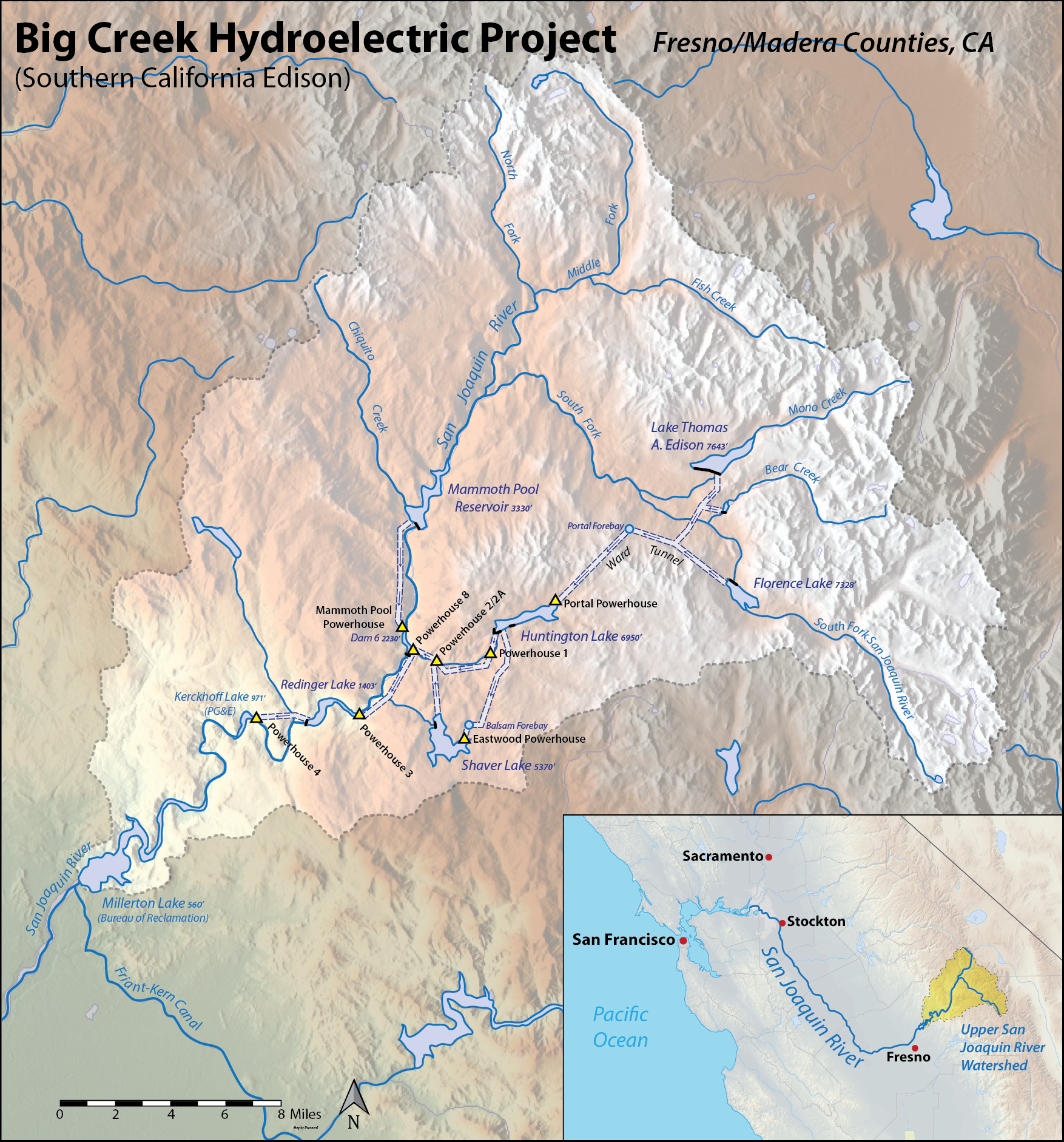
Схема гідровузла Біг-Крік

У 1910-х роках на Біг-Крік (ліва притока Сан-Хоакін) створили водосховище Хантінгтон-Лейк з площею поверхні 5,8 км2 та об'ємом 110 млн м3, котре живило ГЕС Біг-Крік 1 та наступну за нею станцію Біг-Крік 2. А наступного десятиліття реалізували масштабний проект перекидання до цієї водойми додаткового ресурсу зі сточища Соуз-Форк-Сан-Хоакін (велика ліва притока Сан-Хоакін), при цьому більша його частина спрямовувалась далі до резервуару Shaver Lake, спорудженого на Stevenson Creek (ще один лівий доплив Сан-Хоакін). З цієї водойми, яка має площу поверхні 8,8 км2 та об'єм у 167 млн м3, ресурс повертається назад у сточище Біг-Крік до станції Біг-Крік 2А.
У 1980-х вирішили надати гідровузлу додаткові можливості з покриття пікових навантажень у енергосистемі, для чого на дериваційному маршруті між Хантінгтон-Лейк та Shaver Lake спорудили станцію Іствуд. Як верхній резервуар вона використовує водосховище Balsam Meadow Forebay з площею поверхні 0,24 км2 та об'ємом 1,9 млн м3, створене на Бальзам-Крік (ліва притока Біг-Крік) за допомогою кам'яно-накидної греблі з бетонним облицюванням висотою 37 метрів та довжиною 404 метри. Крім того, для закриття сідловини знадобилась земляна/ кам'яно-накидна дамба висотою 4 метри та довжиною 80 метрів.
Вода до верхнього резервуару надходить через тунель Balsam Diversion довжиною 1,8 км з перетином 4,9х4,9 метра, сполучений з тунелем Huntington-Pitman-Shaver (він же тунель № 7), котрим ресурс із Хантінгтон-Лейк перекидався до North Fork of Stevenson Creek і далі природним шляхом надходив до водосховища Shaver Lake. При цьому тунель № 7 має загальну довжину 8,7 км та складається з кількох секцій — однієї діаметром 3,7 метра, двох з перетином 4,3х4,3 метра та сифону з діаметром від 2,4 до 3 метрів. На своєму шляху він також отримує додатковий ресурс із водозабору на Пітман-Крік, лівій притоці Біг-Крік.
Від Balsam Meadow Forebay до машинного залу прокладено трасу у складі верхнього тунелю довжиною 0,9 км з перетином 5,5х5,5 метра, вертикальної шахти висотою 318 метрів та нижнього високонапірного тунелю довжиною 0,4 км зі спадаючим діаметром від 3,7 до 2,1 метра. При цьому в системі також працює вирівнювальний резервуар висотою 84 метри та діаметром 9 метрів, з'єднаний з поверхнею шахтою висотою 249 метрів з діаметром 2,4 метра.
Споруджений у підземному виконанні машинний зал має розміри 57х24 метри при висоті 47 метрів. Тут розміщена одна оборотна турбіна типу Френсіс потужністю 199,8 МВт, яка в 2018 році виробила 234 млн кВт-год електроенергії. Вона використовує різницю у рівнях поверхні Balsam Meadow Forebay (може сягати позначки 2033 метра НРМ) та сховища Shaver Lake (скид води починається на позначці 1637 метрів НРМ). Останнє виконує функцію нижнього резервуару при роботі в насосному режимі та сполучене з машинним залом тунелем довжиною 2,3 км з перетином 5,5х5,5 метра.